# Redör
Redör är en ö i Finland. Den ligger i Norra kvarken och i kommunen Vörå i den ekonomiska regionen  Vasa i landskapet Österbotten, i den västra delen av landet. Ön ligger omkring 40 kilometer nordöst om Vasa och omkring 380 kilometer norr om Helsingfors.
Öns area är 1,4 hektar och dess största längd är 190 meter i sydöst-nordvästlig riktning. I omgivningarna runt Redör växer i huvudsak blandskog.